# Scopula lactea
Scopula lactea là một loài bướm đêm trong họ Geometridae.